# ジム・ダイン
ジム・ダイン（Jim Dine, 1935年6月16日 - ）は、アメリカ合衆国のポップアート美術家。ネオダダ運動の1人と見なされることもある。

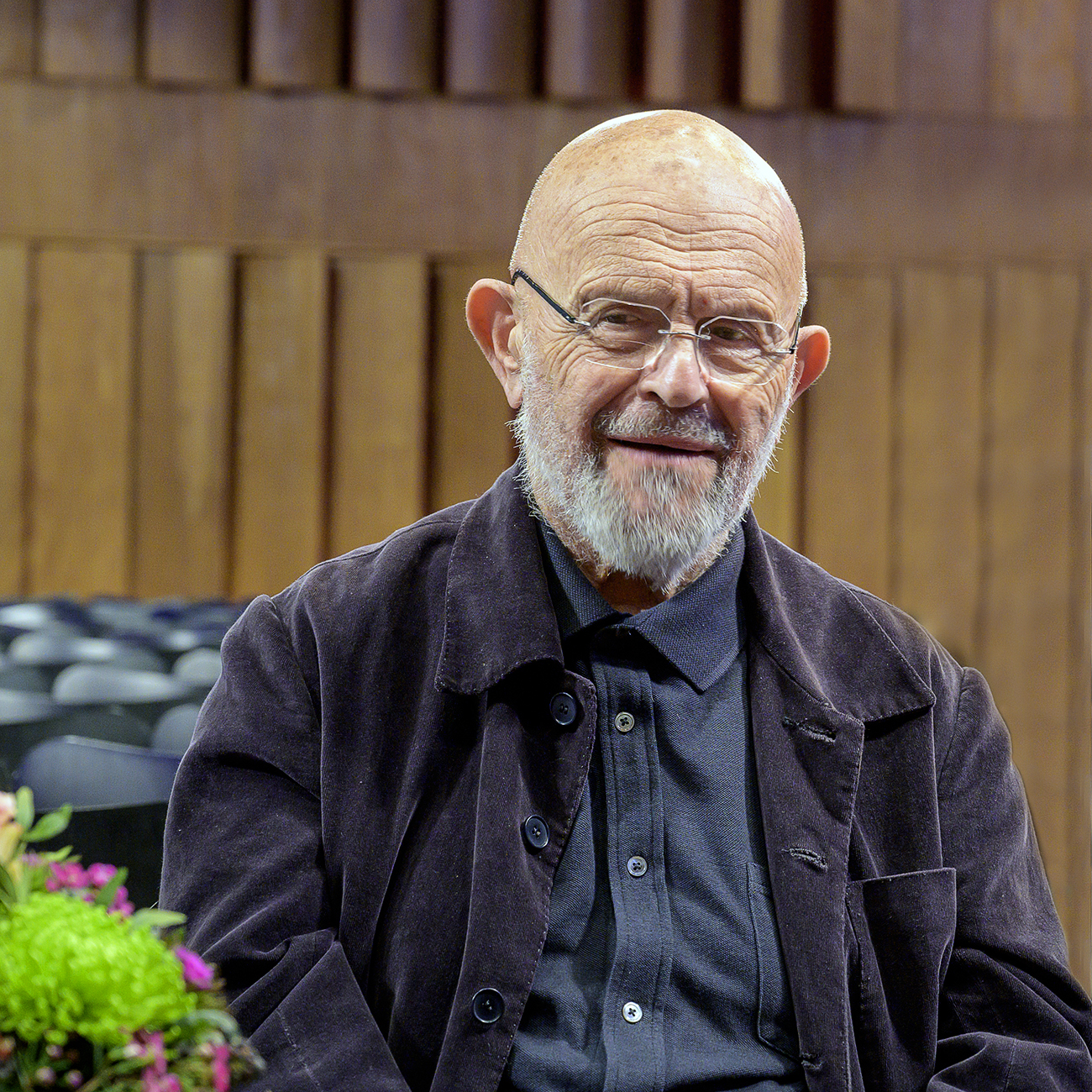
ジム・ダイン

## 経歴
オハイオ州シンシナティ生まれ。シンシナティ大学に進み、1957年にはオハイオ大学で美術学士（BFA）を取得した。ダインはその「ハプニング」により最初に美術界の賞賛を得た。クレス・オルデンバーグ、アラン・カプローによって創始され、音楽家ジョン・ケージも連携した「ハプニング」は、ニューヨーク美術界で人気のあった抽象表現主義者の重苦しいムードと完全なコントラストをなす混沌としたパフォーマンスだった。

### ポップアートの誕生
1962年、ダインの作品は、ロイ・リキテンスタイン、アンディ・ウォーホル、ロバート・ダウド（Robert Dowd）、フィリップ・ヘファートン（Phillip Hefferton）、ジョー・グッド（Joe Goode）、エド・ルシェ、ウェイン・ティーボー（Wayne Thiebaud）の作品とともに、ウォルター・ホップス（Walter Hopps）が主事を務めた歴史的に重要かつ草分けとなるパサディナ美術館での「New Painting of Common Objects」展（New Painting of Common Objects）に出品された。この展覧会は歴史的にアメリカ合衆国で最初のポップアート展覧会の1つと考えられている。社会的不安の時期にこうした美術家たちがアメリカと美術界に衝撃を与え、モダンアートを永遠のもの、つまりポップアートに変える運動をスタートさせた。
1960年代初期、ダインは日常生活のアイテムでポップアートを作った。それらは批評家的のみならず商業的な成功ももたらしたが、ダインはそれに満足しなかった。1967年、ダインは美術商ロバート・フレイザー（Robert Fraser）の支援するロンドンに移り、そこで4年かけて自分のアートを発展させた。1971年、ダインはアメリカ合衆国に帰国するといくつかの素描のシリーズに集中した。1980年代には彫刻がダイン作品の中心になった。以降、ダインの作品は人工的なオブジェから自然なものにシフトしていった。
ロック・ミュージカル『ヘアー』の作者であるジェームズ・ラド（ジェローム・ラグニと共作）によると、『ヘアー』というタイトルはダインの『Hair』という作品から名付けられたという。
1984年、ミネソタ州ミネアポリスのウォーカー・アート・センターで、「Jim Dine: Five Themes」というダインの展覧会が催された。1989年にはミネアポリス美術館が「Jim Dine Drawings: 1973-1987」を主宰した。

### 2000年以降
2004年、ワシントン・ナショナル・ギャラリーは「Drawings of Jim Dine」という展覧会を催した。2007年夏、ダインはシカゴでパブリックアート展覧会「Cool Globes: Hot Ideas for a Cooler Planet」に参加した。「私にとって素描がすべてだ。なぜなら、それはすべてを知らせる。私の詩さえ知らせる。それが私がすべてを始める方法だ」。

### ピノキオ・アート
2008年5月16日、ダインの新作が発表された。スウェーデンのボロースに展示された、『Walking to Borås』という題の、歩くピノキオを描いた9mのブロンズ像である。ダインは前もってピノキオに焦点を絞った商業本、絵画、彫刻を出していた。ダインはこう感じているようだ。「少年になる喋る材木という概念は、美術のメタファーのようなもので、それは究極の錬金術的変身だ」。

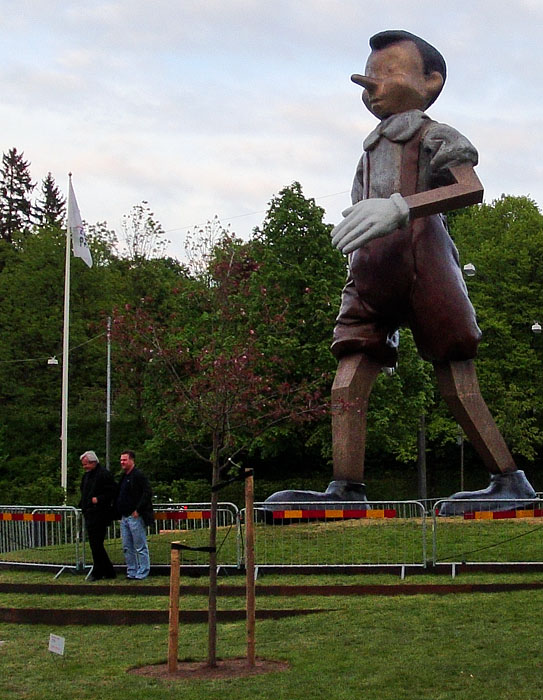
『Walking to Borås』

## 読書案内
- Chris Bruce, compiler, with an essay by Jim Dine. Extending the Artist's Hand: Contemporary Sculpture from the Walla Walla Foundry. Pullman, Washington: Museum of Art, Washington State University, 2004. ISBN 978-0-9755662-0-6
- John Coplans, "New Paintings of Common Objects", Artforum, November, 1962. (Illustrations)